# Cantón de Schirmeck
El cantón de Schirmeck era una división administrativa francesa, que estaba situada en el departamento de Bajo Rin y la región de Alsacia.

## Composición
El cantón estaba formado por dieciséis comunas:
- Barembach
- Bellefosse
- Belmont
- Blancherupt
- Fouday
- Grandfontaine
- La Broque
- Natzwiller
- Neuviller-la-Roche
- Rothau
- Russ
- Schirmeck
- Solbach
- Waldersbach
- Wildersbach
- Wisches

## Supresión del cantón de Schirmeck
En aplicación del Decreto n.º 2014-185 de 18 de febrero de 2014, el cantón de Schirmeck fue suprimido el 22 de marzo de 2015 y sus 16 comunas pasaron a formar parte del nuevo cantón de Mutzig.